# Faubourg-pavéi francia katonai temető
A faubourg-pavéi francia katonai temető Verdunben található. A sírkertben több mint öt és fél ezer első és második világháborús hősi halott nyugszik.

## A sírkert
A 19 522 négyzetméteres temetőt 1914-ben hozták létre. 1916-tól 1926-ig számos katona földi maradványát helyezték el a sírkertben, amelyet más temetőkből, illetve a csatamezőkről vittek oda. 1961-ben több mint 600 második világháborús hősi halottat földeltek el a temetőben, majd négy év múlva teljesen felújították a létesítményt. A bejárati emlékmű az 1914 és 1918, valamint az 1939 és 1945 közötti német barbarizmusra emlékeztet. A temetőben nyugszik az a hét ismeretlen katona is, akiket 1920. november 10-én végül nem választottak ki a párizsi diadalív alatti sírba. A franciák mellett néhány orosz, angol, valamint egy-két belga, lengyel és román katona nyugszik.

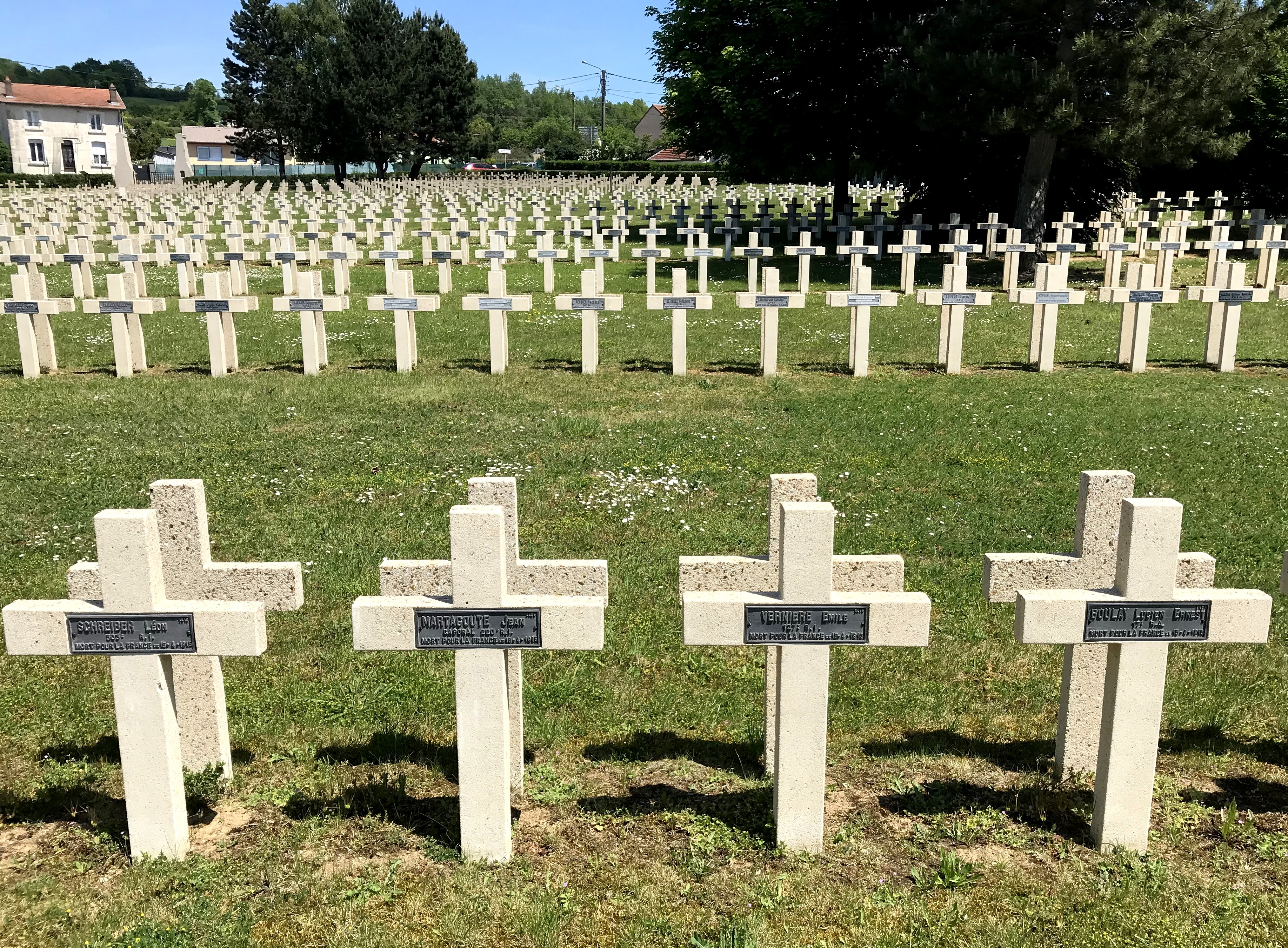
Keresztek sora
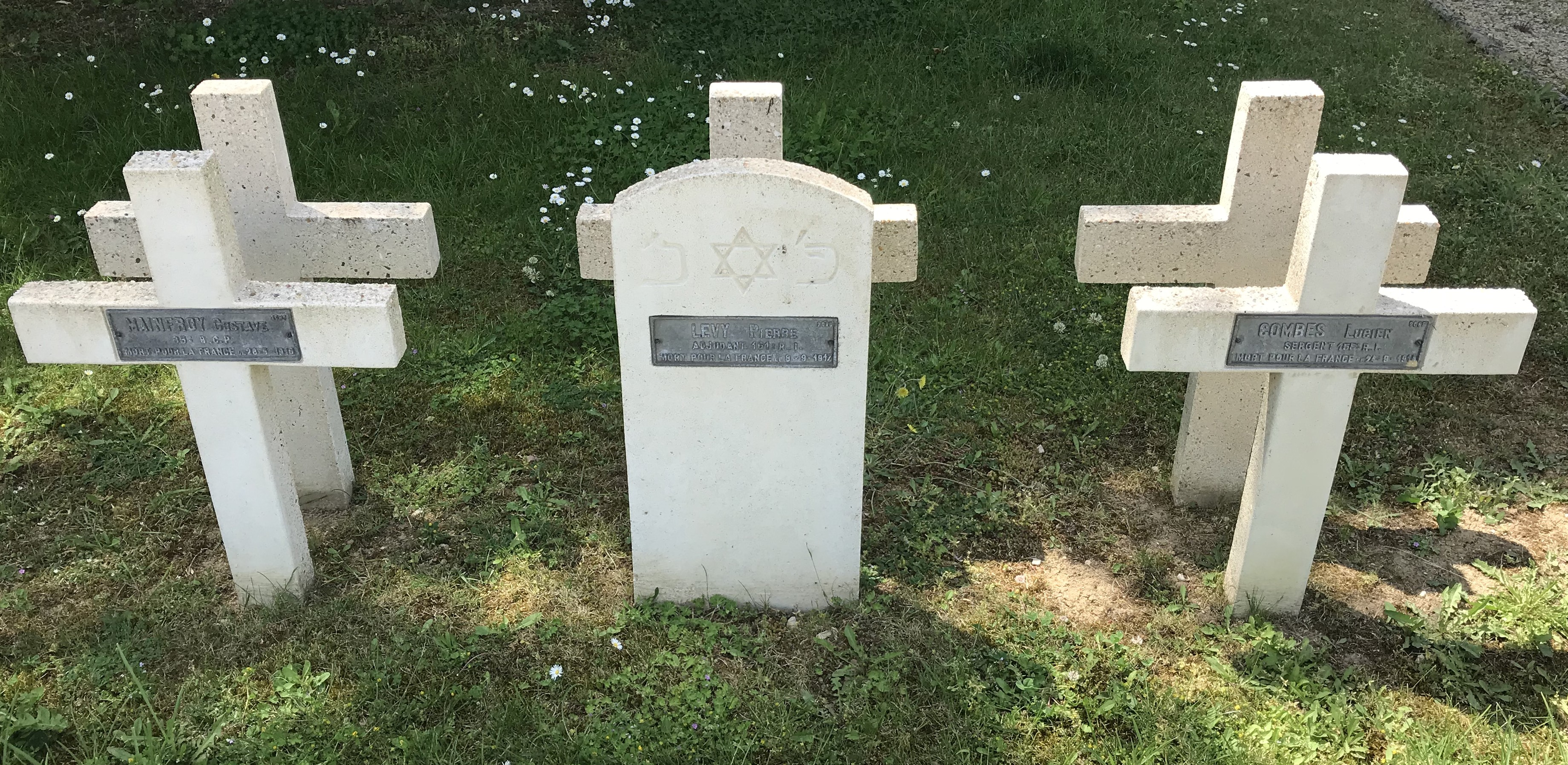
Középen a zsidó segédtiszt, Pierre Levy sírja
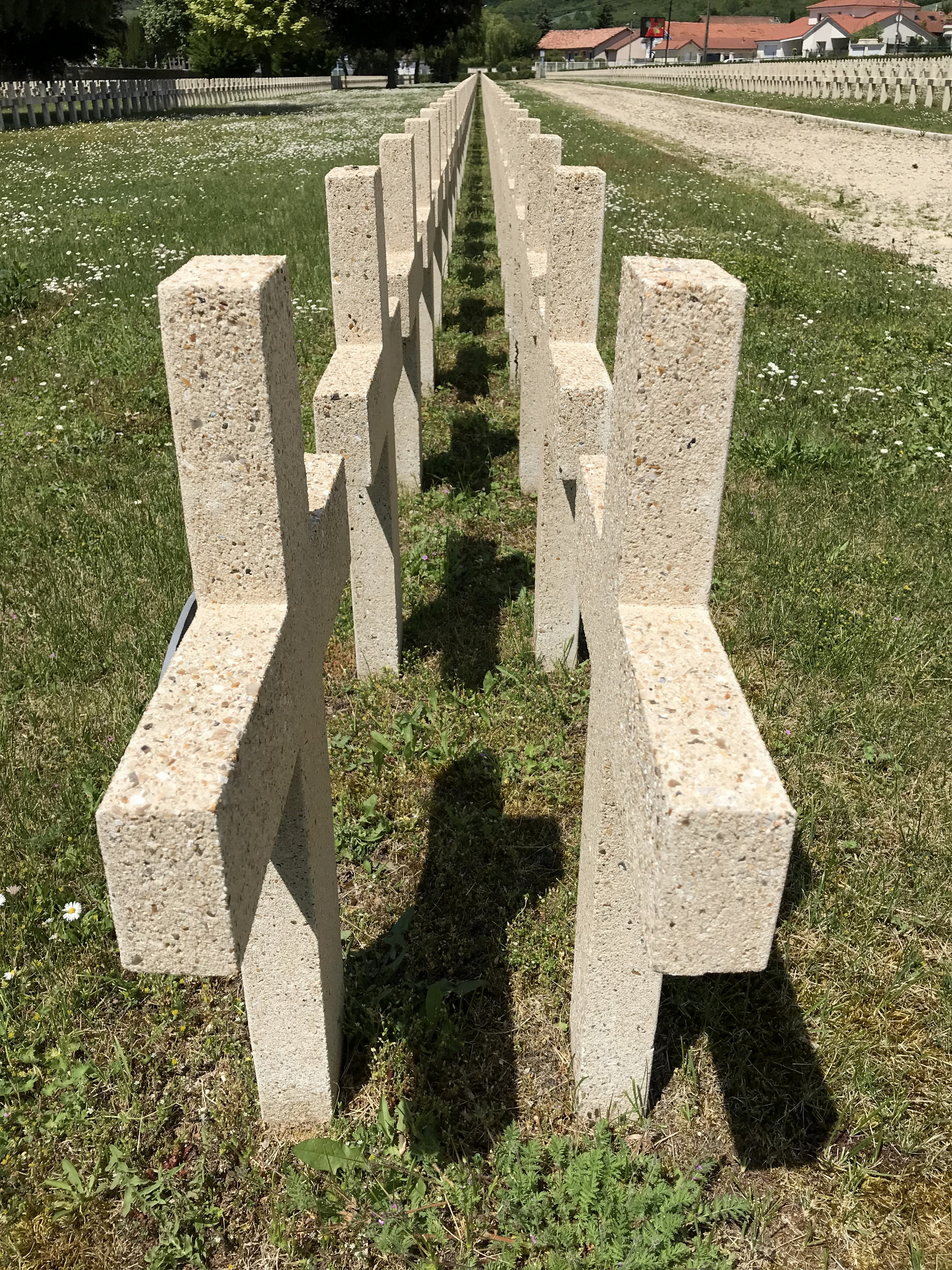
Keresztek sora
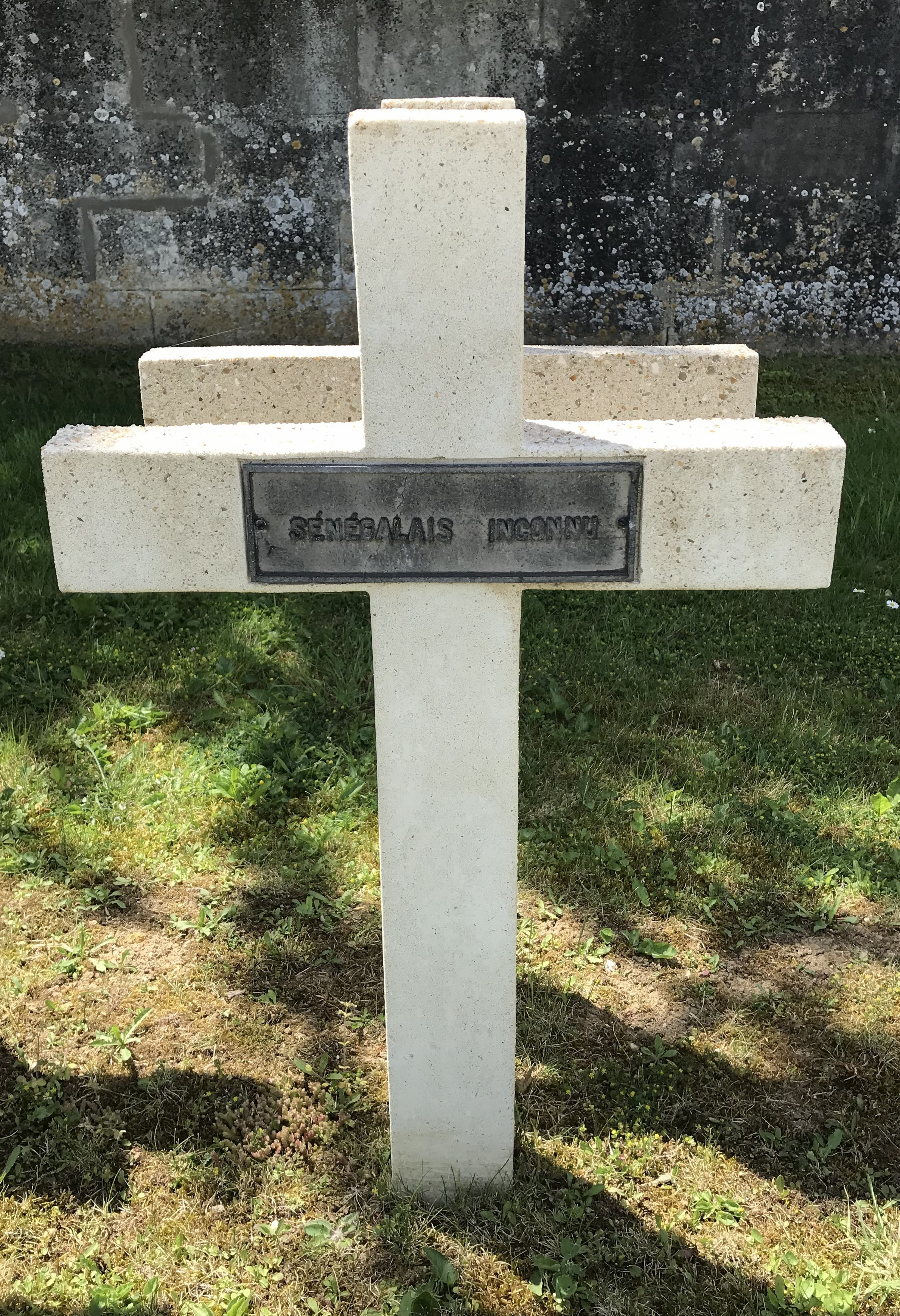
Egy ismeretlen szenegáli katona sírja